# ألعاب الدول الصغيرة الأوروبية 2001
عقدت ألعاب الدول الصغيرة الأوروبية 2001 في جمهورية سان مارينو في الفترة من 28 مايو إلى 2 يونيو.

## الرياضات
- ألعاب القوى.
- كرة السلة.
- بوكس.
- ركوب الدراجات.
- الجودو.
- الرماية.
- السباحة.
- السباحة المتزامنة.
- تنس الطاولة.
- التنس.
- كرة الطائرة.

## جدول الميداليات
الجدول التالي يوضح أسماء الدول وعدد الميداليات التي حصلت عليها كل دولة:
| الترتيب | منتخب      | ذهبية | فضية | برونزية | المجموع |
| ------- | ---------- | ----- | ---- | ------- | ------- |
| 1       | أيسلندا    | 31    | 18   | 16      | 65      |
| 2       | قبرص       | 27    | 21   | 17      | 65      |
| 3       | لوكسمبورغ  | 12    | 24   | 16      | 52      |
| 4       | سان مارينو | 12    | 8    | 16      | 36      |
| 5       | مالطا      | 7     | 12   | 16      | 35      |
| 6       | موناكو     | 5     | 8    | 14      | 27      |
| 7       | أندورا     | 5     | 6    | 7       | 18      |
| 8       | ليختنشتاين | 2     | 2    | 2       | 6       |